# Velká synagoga (Budapešť)
Velká synagoga v Budapešti, známá též jako synagoga v ulici Dohány (maďarsky Dohány utcai Zsinagóga či Nagy Zsinagóga, hebrejsky בית הכנסת הגדול של בודפשט, bet ha-kneset ha-gadol šel budapešt, německy Tabakgasse Synagogue), je největší synagoga v Evropě a jedna z největších synagog na světě.

## Historie
Monumentální synagoga postavená v letech 1854–1859 v maursko-španělském slohu podle plánů vídeňského architekta Ludwiga Förstera se nachází v budapešťském 7. okrese. Je více než 53 m dlouhá a 26,5 m široká a pojme celkem 2964 sedících věřících, 1492 mužů a 1472 žen v galeriích. Interiér synagogy je dílem maďarského architekta Frigyese Feszla. V synagoze jsou od jejího postavení instalovány varhany. Mezi nejslavnější osoby, které na ně hrály, patří Ferenc Liszt a Camille Saint-Saëns.
U synagogy se narodil rakouský židovský novinář, nejvýznamnější představitel sionismu a „duchovní otec“ Státu Izrael Theodor Herzl. Na místě jeho rodného domu je dnes židovské muzeum vybudované v roce 1930 ve stejném stylu jako Velká synagoga a přičleněné následujícího roku k hlavní budově. Za synagogou se nachází památník holocaustu v podobě kovové vrby, na jejíž větvích jsou zapsána jména rodin, které zahynuly během holocaustu.
Ulice Dohány bývala kdysi hranicí budapešťského ghetta.

## Galerie

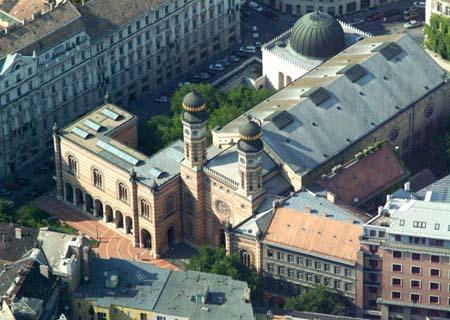
Letecký pohled na synagogu
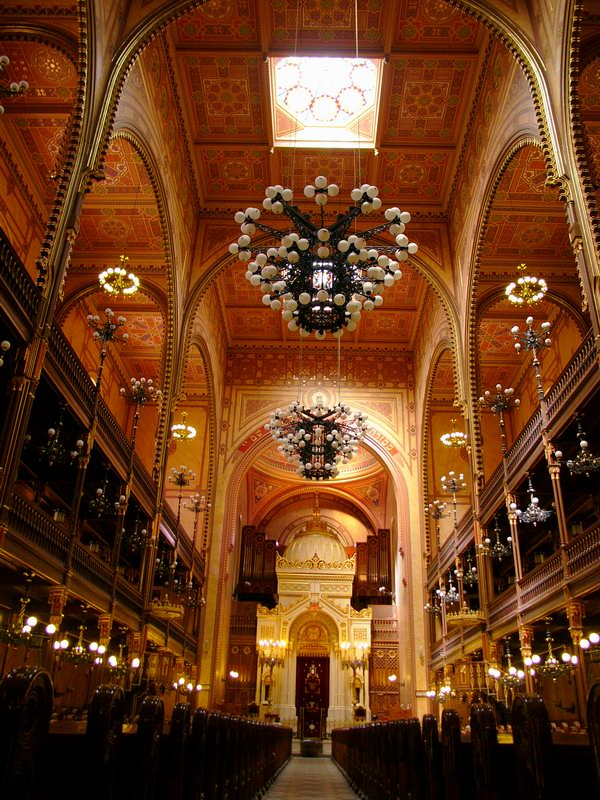
Interiér Velké synagogy
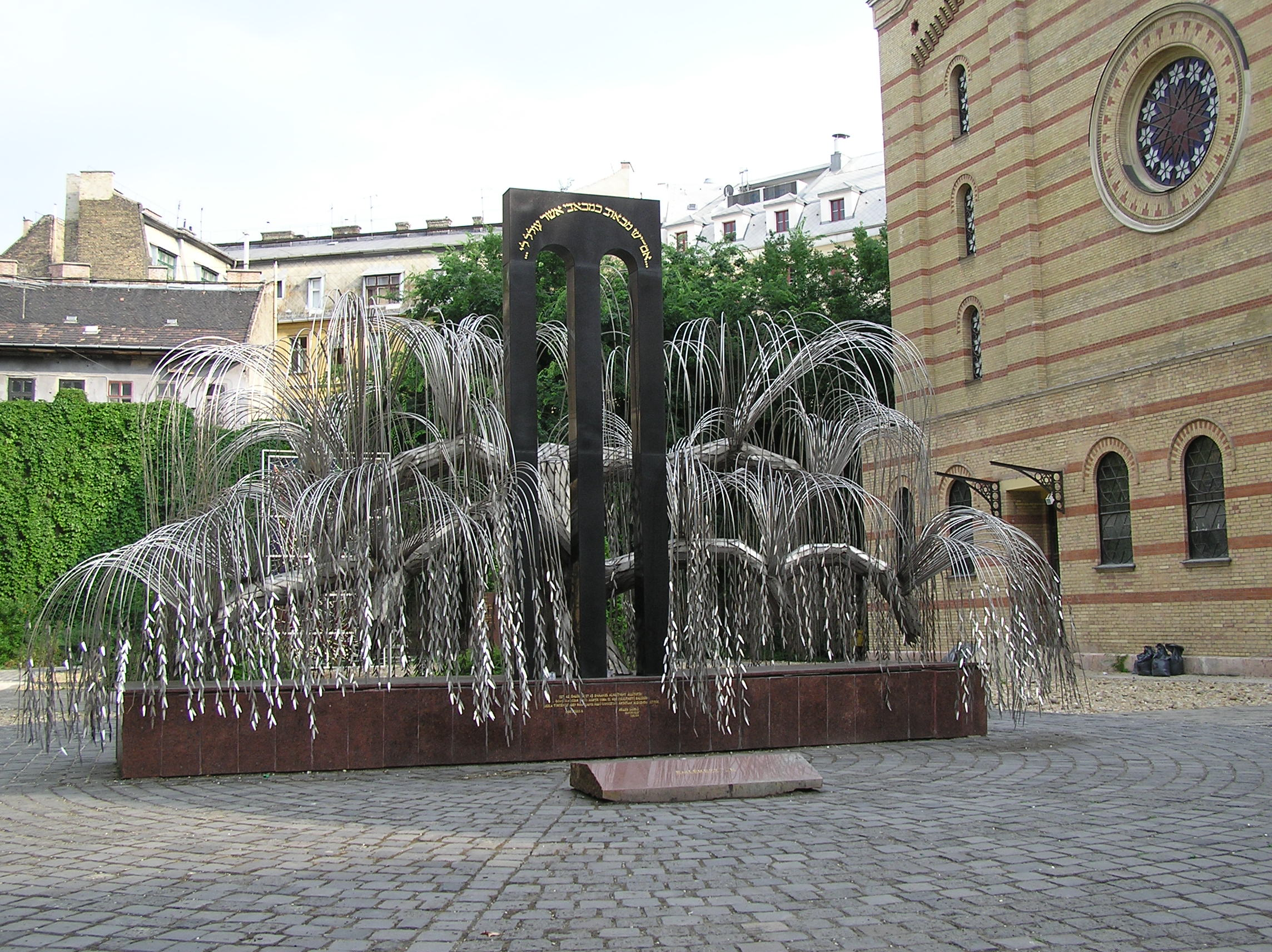
Památník holocaustu za synagogou